# Valonský šíp 2021
85. ročník jednodenního cyklistického závodu Valonský šíp se konal 21. dubna 2021 v Belgii. Závod dlouhý 192 km vyhrál potřetí v kariéře Francouz Julian Alaphilippe z týmu Deceuninck–Quick-Step. Navázal tak na své triumfy z let 2018 a 2019. Na druhém a třetím místě se umístili Primož Roglič (Team Jumbo–Visma) a pětinásobný vítěz z let 2006 a 2014–2017 Alejandro Valverde (Movistar Team).

## Týmy
Závodu se zúčastnilo celkem 24 týmů. Všech 19 UCI WorldTeamů bylo pozváno automaticky a muselo se zúčastnit závodu. Společně s šesti UCI ProTeamy tak utvořili startovní peloton složený z 25 týmů. Tým obhájce vítězství Marca Hirschiho však musel před startem odstoupit ze závodu kvůli dvěma pozitivně otestovaným členům týmu na covid-19. Každý tým přijel se sedmi jezdci, celkem se na start postavilo 168 jezdců. Do cíle na vrcholu stoupání Mur de Huy dojelo 140 jezdců.

### UCI WorldTeamy
- AG2R Citroën Team
- Astana Premier Tech
- Bora–Hansgrohe
- Cofidis
- Deceuninck–Quick-Step
- EF Education–Nippo
- Groupama–FDJ
- Ineos Grenadiers
- Intermarché–Wanty–Gobert Matériaux
- Israel Start-Up Nation
- Lotto–Soudal
- Movistar Team
- Team Bahrain Victorious
- Team BikeExchange
- Team DSM
- Team Jumbo–Visma
- Team Qhubeka Assos
- Trek–Segafredo
- UAE Team Emirates

### UCI ProTeamy
- Alpecin–Fenix
- Arkéa–Samsic
- Bingoal Pauwels Sauces WB
- Delko
- Gazprom–RusVelo
- Sport Vlaanderen–Baloise

## Výsledky
| Pořadí | Jezdec                      | Tým                    | Čas        |
| ------ | --------------------------- | ---------------------- | ---------- |
| 1      | Julian Alaphilippe (FRA)    | Deceuninck–Quick-Step  | 4h 36' 25" |
| 2      | Primož Roglič (SLO)         | Team Jumbo–Visma       | + 0"       |
| 3      | Alejandro Valverde (ESP)    | Movistar Team          | + 6"       |
| 4      | Michael Woods (CAN)         | Israel Start-Up Nation | + 8"       |
| 5      | Warren Barguil (FRA)        | Arkéa–Samsic           | + 11"      |
| 6      | Tom Pidcock (GBR)           | Ineos Grenadiers       | + 11"      |
| 7      | David Gaudu (FRA)           | Groupama–FDJ           | + 11"      |
| 8      | Esteban Chaves (COL)        | Team BikeExchange      | + 11"      |
| 9      | Richard Carapaz (ECU)       | Ineos Grenadiers       | + 11"      |
| 10     | Maximilian Schachmann (GER) | Bora–Hansgrohe         | + 16"      |